# Juri Iwanowitsch Kajurow
Juri Iwanowitsch Kajurow (russisch Юрий Иванович Каюров; * 30. September 1927 in Tscherepowez) ist ein russischer Schauspieler.
Seine Rolle als Lenin in Dmitri Matwejews Pochtowij Roman (1969) legte den Schauspieler für Dekaden auf die Interpretation des Revolutionsführers fest. Er wiederholte den Part des Lenin in Glockenspiel des Kreml (1970), Schwarzer Zwieback (1972), Geflügeltes Gedicht (1979) und in Sergei Jutkewitschs Lenin in Paris (1981). Letzterer war ein Zensur-Skandal, da Jutkewitsch die Liebesgeschichte zwischen Lenin und Inessa Armand (gespielt von der Französin Claude Jade) erzählen wollte. Im fertigen Film hat Inessa eine Beziehung zum fiktiven Helden Trofimow. Jutkewitsch inszenierte die Szenen zwischen Juri Kajurow und Claude Jade jedoch so delikat, dass der Realitätsbezug durchscheinen konnte.
In Deutschland war er auch in weiteren sowjetischen Filmen zu sehen, so u. a. in Zu Beginn des Jahrhunderts (1961), Der 6. Juli (1968), Sendboten der Ewigkeit (1970), Lange Abschiede (1971), Flamme (1974), Hartes Männerleben (1977), Ingenieur Prontschatow (1972) und Nächtlicher Zwischenfall (1980). Seit den 1990er Jahren vorwiegend TV-Produktionen.

## Filmografie
- 1971/1987: Langer Abschied (Dolgije prowody)
- 1972: Schwarzer Zwieback
- 1981: Lenin in Paris
- 2000: Die Romanows: Eine gekrönte Familie